# Federico Toranzo Montero
Federico Guillermo Toranzo Montero (Buenos Aires, 3 de septiembre de 1911 - 1993) fue un militar argentino, que llegó al grado de general de división y ejerció como gobernador de facto de la Provincia de Salta.

## Biografía
Hijo del general Severo Toranzo y hermano de Carlos Toranzo Montero, egresó del Colegio Militar de la Nación en 1931, como oficial de caballería. Participó como cadete del golpe de Estado del 6 de septiembre de 1930.

## Trayectoria
Fue profesor en el Colegio Militar y en diversas instituciones educativas del Ejército Argentino, y también fue  vicepresidente de la Federación Ecuestre Argentina.
Tras participar en el golpe de Estado de 1955 fue nombrado director del Liceo Militar General Paz, situado en Córdoba. Posteriormente fue comandante de la 4.ª División de Caballería con sede en Mercedes, director general de Remonta y Veterinaria, Director Nacional de Gendarmería, y comandante del Cuerpo de Caballería.
Ascendido al rango de general de división por influencia de su hermano, el teniente general Carlos Toranzo, fue nombrado comandante del IV Cuerpo del Ejército, con autoridad sobre todo el noroeste argentino.
En 1962 fue nombrado gobernador de facto —con el título oficial de interventor federal de la provincia de Salta— por decreto de José María Guido, ocupando ese cargo entre abril y junio de ese año.

### Sublevación
El 8 de agosto de ese año se sublevó, proclamándose a sí mismo como comandante en jefe del Ejército, y poniendo de su lado las divisiones de Córdoba y Buenos Aires, ciudad a la que se trasladó; este acto inició el punto de mayor enfrentamiento entre los bandos conocidos como Azules y Colorados. La resistencia del coronel Alcides López Aufranc y Juan Carlos Onganía, que lograron dar a sus fuerzas una enorme superioridad numérica, forzó a Toranzo a aceptar la tregua ofrecida por el presidente Guido; la misma revelaba la completa debilidad de la posición del presidente. La tregua permitió evitar un enfrentamiento en el que el bando colorado, dirigido por Toranzo Montero, muy probablemente habría sido aplastado; los colorados lograron imponer al nuevo secretario de guerra y al nuevo comandante en jefe, Juan Carlos Lorio. Pero apenas dos semanas más tarde, un contraataque de los azules logró el desplazamiento de Lorio, que fue sustituido por Onganía.
Toranzo Montero regresó a Salta, donde sus fuerzas habían sido copadas por los partidarios del bando "azul", al mando del general Enrique Rauch, que tomó el mando del IV Cuerpo. Toranzo se retiró a San Salvador de Jujuy, desde donde intentó contraatacar el 21 de septiembre. Ocupó las cercanías de las localidades de General Güemes y La Caldera, a punto de atacar la ciudad de Salta. Sus fuerzas ocuparon también las rutas hacia San Miguel de Tucumán. Al día siguiente, el presidente Guido reemplazó oficialmente a Toranzo Montero por el general Carlos Caro. Vencidos sus aliados en Buenos Aires, Toranzo finalmente abandonó sus intentos, y fue pasado inmediatamente a retiro.
Tras su retiro, fue presidente de la Comisión de Afirmación de la Revolución Libertadora, una institución creada para presionar a los gobiernos militares y civiles a no negociar con el peronismo.
Estaba casado con Celia Baldrich, hija del general Alonso Baldrich y fallecida en 2003, con quien tuvo cuatro hijos. El segundo de ellos, también llamado Federico Guillermo, llegó al grado de coronel.
Falleció en el año 1980.